# Calathea crotalifera
Calathea crotalifera är en strimbladsväxtart som beskrevs av Sereno Watson. Calathea crotalifera ingår i släktet Calathea och familjen strimbladsväxter. Inga underarter finns listade.

## Bildgalleri

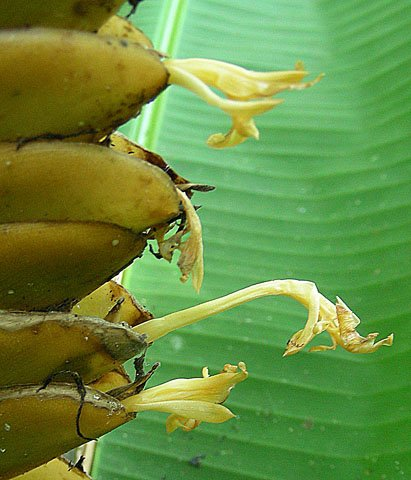
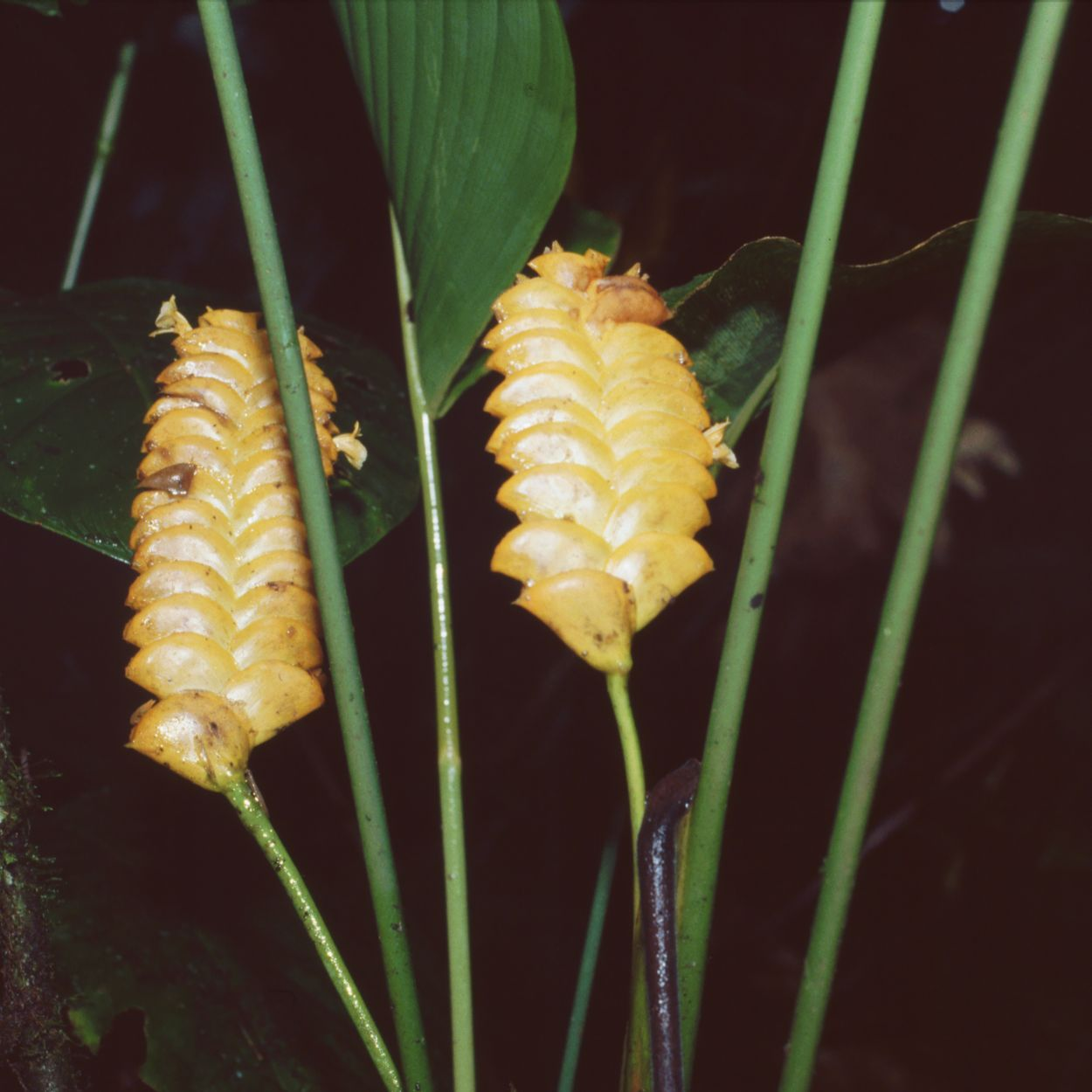
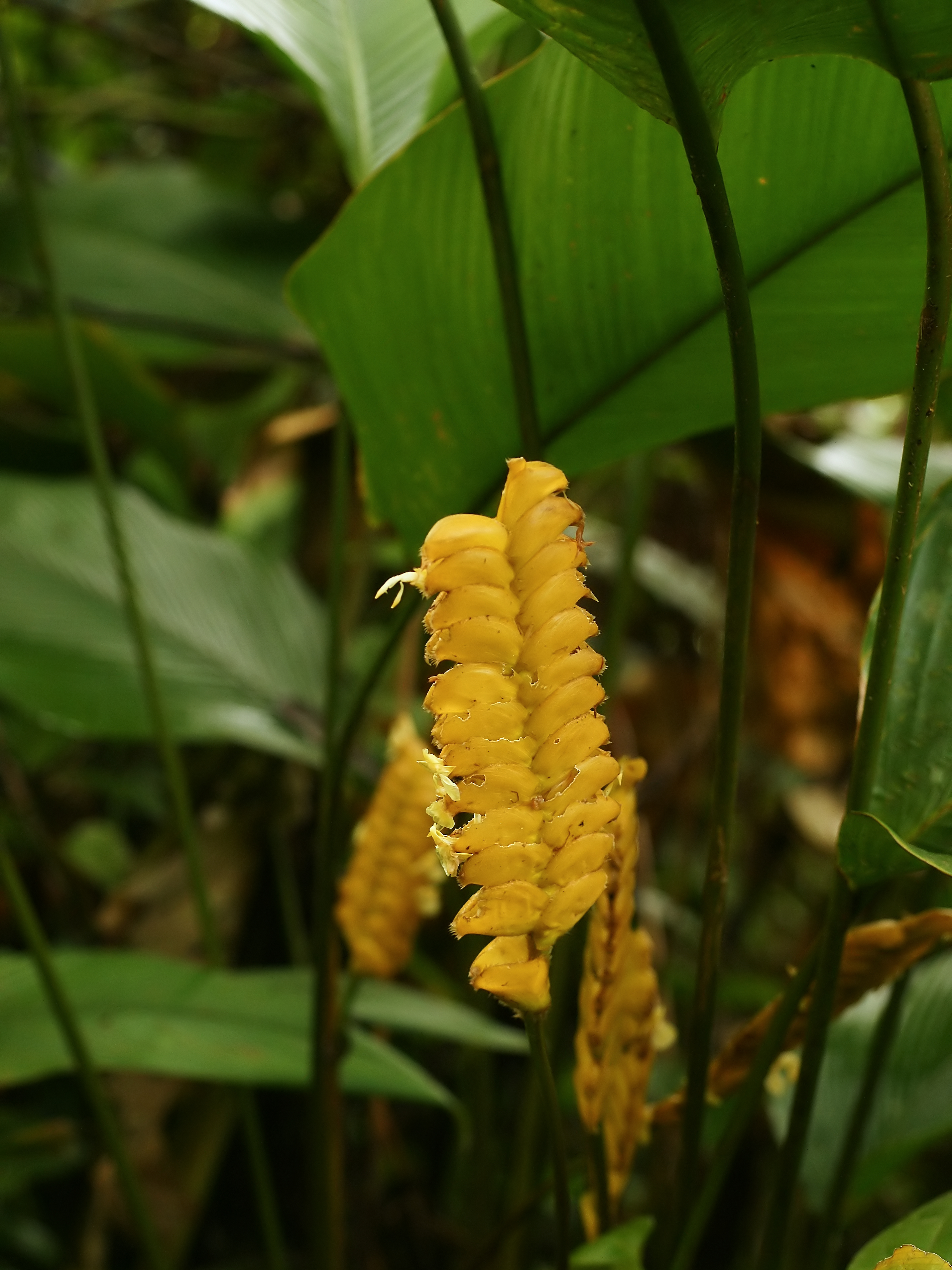
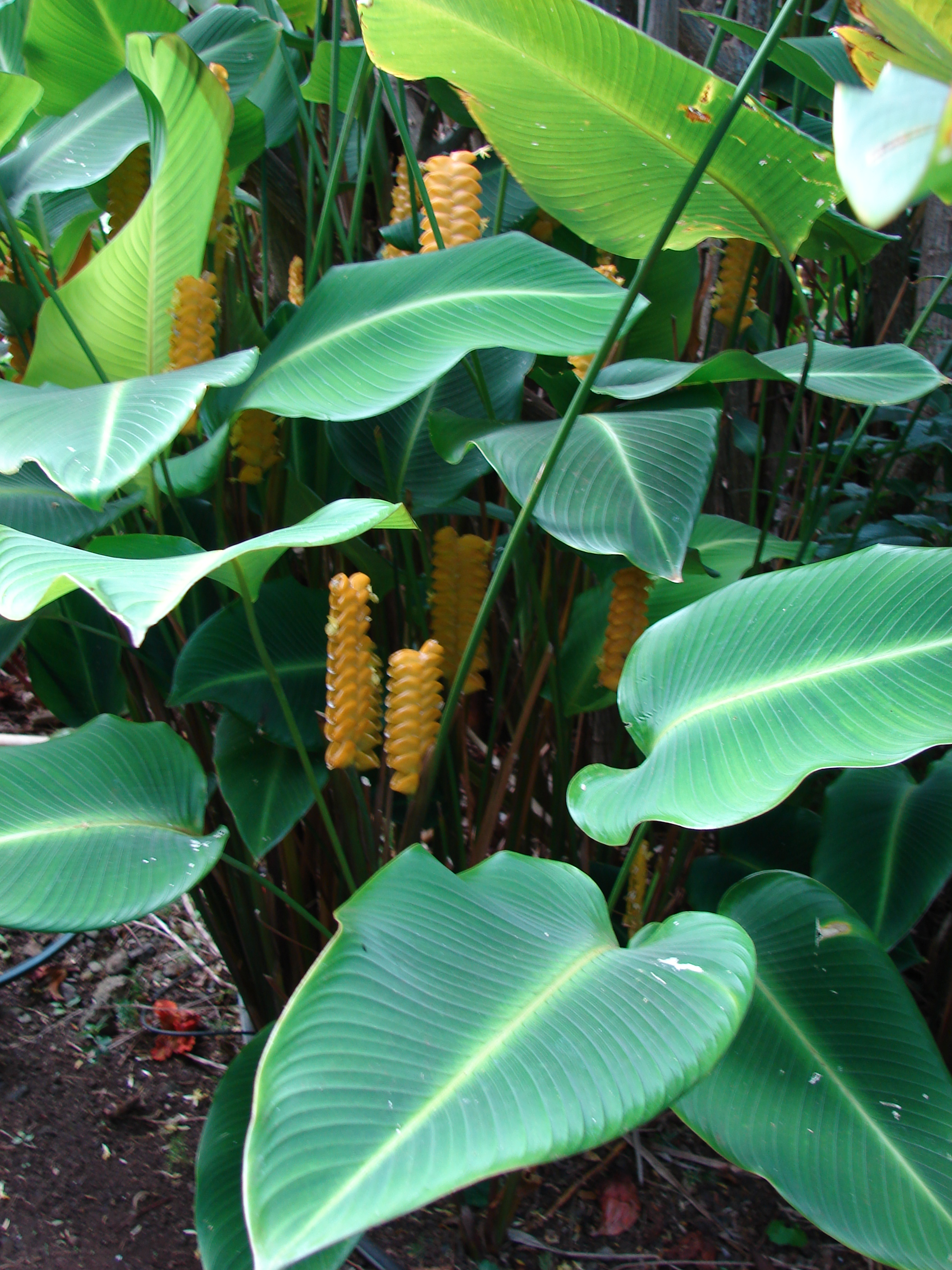